# Philipp Reimer
Philipp Reimer (* 1982) ist ein deutscher Jurist. Er war zuletzt von 2020 bis 2023 Professor für Öffentliches Recht, insbesondere Verwaltungsrecht, und Rechtstheorie an der Universität Konstanz. Im Oktober 2023 wurde er krankheitsbedingt in den Ruhestand versetzt.

## Leben
Von 2001 bis 2005 studierte er Rechtswissenschaften an der Bucerius Law School in Hamburg unter Förderung durch die Studienstiftung des deutschen Volkes. 2002/2003 war er studentische Hilfskraft an der Bucerius Law School (Lehrstuhl für Öffentliches Recht IV). 2006 legte er die erste Prüfung ab. Nach der Promotion 2008 an der Freien Universität Berlin mit der Dissertation „Zur Theorie der Handlungsformen des Staates“ bei Christian Pestalozza, unter Förderung durch die Studienstiftung des deutschen Volkes, legte er 2009 die zweite Staatsprüfung ab.
Von 2009 bis 2011 war Reimer Rechtsanwalt in der Praxisgruppe Öffentliches Wirtschaftsrecht der Sozietät Freshfields Bruckhaus Deringer LLP in Hamburg. Von 2011 bis 2017 war er wissenschaftlicher Mitarbeiter, ab März 2012 Akademischer Rat an der Albert-Ludwigs-Universität Freiburg (Lehrstuhl für Öffentliches Recht und Rechtstheorie, Matthias Jestaedt) und ab April 2015 beurlaubt zur Wahrnehmung von Professurvertretungen. Von 2015 bis 2017 vertrat Reimer Lehrstühle in München, Münster, Mainz und Würzburg. Nach der Habilitation 2015 für Öffentliches Recht und Rechtstheorie in Freiburg im Breisgau mit der Arbeit „Verfahrenstheorie. Ein Versuch zur Kartierung der Beschreibungsangebote für rechtliche Verfahrensordnungen“ wurde er am 1. April 2017 zum Universitätsprofessor (Besoldungsgruppe W 2) auf Zeit an der Rheinischen Friedrich-Wilhelms-Universität Bonn ernannt. Von 2020 bis Oktober 2023 war er Inhaber eines Lehrstuhls an der Universität Konstanz.
Seit 2021 ist er Mitglied im Netzwerk Wissenschaftsfreiheit.

## Schriften (Auswahl)
- Zur Theorie der Handlungsformen des Staates. Baden-Baden 2008, ISBN 978-3-8329-3738-6.
- mit Simon Kempny: Die Gleichheitssätze. Versuch einer übergreifenden dogmatischen Beschreibung ihres Tatbestands und ihrer Rechtsfolgen. Tübingen 2012, ISBN 3-16-152230-3.
- Verfahrenstheorie. Ein Versuch zur Kartierung der Beschreibungsangebote für rechtliche Verfahrensordnungen. Tübingen 2015, ISBN 3-16-154231-2.
- Rechtstheorie. Einführung. Baden-Baden 2022, ISBN 3-8487-7886-6.